# Bzowa babuleńka
Bzowa babuleńka, także Bzowa matula (duń. Hyldemoer, współ. duń. Hyldemor) – baśń literacka autorstwa Hansa Christiana Andersena, wydana po raz pierwszy w 1844 roku.

## Historia
Baśń literacka Bzowa babuleńka, napisana przez Hansa Christiana Andersena, została po raz pierwszy opublikowana w Kopenhadze przez P. L. Møllera na łamach „Gæa, æsthetisk Aarbog” w grudniu 1844 roku. Bzowa babuleńka została zilustrowana przez rysownika Lorenza Frølicha. Utwór wznowiono w grudniu 1849 w antologii Eventyr. 1850 oraz w marcu 1863 w zbiorze Bajki i opowieści. Tom drugi. 1863 (duń.  Eventyr og Historier. Andet Bind. 1863).
Pojawiająca się w baśni fantastyczna postać bzowej babuleńki (bzowej matuli), zaczerpnięta została przez Andersena z folkloru skandynawskiego. W duńskich wierzeniach ludowych była to nimfa leśna lub driada, mieszkająca w drzewie bzu. Miała nawiedzać lub dręczyć ludzi, którzy brali drewno bzu, bez wcześniejszego poproszenia jej o pozwolenie.

## Polskie przekłady
Baśń została przetłumaczona na język polski:
- 1859 – Bzowa matula: Fryderyk Henryk Lewestam (tłum.): Powiastki moralno-fantastyczne. Warszawa. Brak numerów stron w książce
- 1892 – Lipowa boginka: Wanda Młodnicka (tłum.): Fantastyczne opowieści. Lwów. Brak numerów stron w książce
- 1905 – Kwiat bzu: anonimowe tłumaczenie, wydane we Lwowie
- 1929 – Bzowa babuleńka: Janina Mortkowiczowa (tłum.): Najpiękniejsze baśnie H.C. Andersena. Warszawa. Brak numerów stron w książce
- 1931 – Bzowa babuleńka: Stefania Beylin (tłum.): Baśnie. Warszawa. Brak numerów stron w książce
- 2006 – Bzowa babuleńka: Bogusława Sochańska (tłum.): Baśnie i opowieści. Tom I 1830–1850. Poznań. s. 328–335. ISBN 978-83-7278-194-9. (z oryginału duńskiego)

## Fabuła
Chłopiec przeziębia się podczas spaceru, mimo że dzień jest ciepły i słoneczny. Mama rozbiera go, kładzie do łóżka i parzy herbatę z dzikiego bzu na poty. Do pokoju przychodzi życzliwy staruszek z sąsiedztwa, który potrafi opowiadać bajki. Mama prosi go, żeby opowiedział coś chłopcu. Staruszek udaje, że nic nie pamięta, ale jednak próbuje. Twierdzi, że bajka właśnie siedzi na imbryku.
Z imbryka wyrasta kwitnący krzew dzikiego bzu. Na krzewie siedzi zielono-biała kobiecina, to Bzowa babuleńka. Staruszek mówi, że starożytni Grecy nazywali ją driadą. Bzowa babuleńka zaczyna opowiadać historię pewnego starego małżeństwa. Mówi, że mieszkają w domku z dzikim bzem przed oknem. Mąż jest emerytowanym marynarzem, żona gospodynią. Przypominają sobie swoje dzieciństwo i młodość. Opowiadają, jak bawili się pod bzowym krzewem i jak sadzili go jako dzieci. Wspominają, jak chłopiec struga łódkę i puszcza ją na wodzie. Pamiętają szkolne czasy, konfirmację i spacer na okrągłą wieżę. Chłopiec zostaje marynarzem i wyrusza w dalekie kraje. Dziewczynka czeka na niego i tęskni, ale nigdy nie traci nadziei.
Pewnego dnia dostaje od niego list i bardzo się wzrusza. Czyta list przy śmietniku i czuje się szczęśliwa mimo deszczu. Nagle ktoś ją obejmuje, to on wraca niespodziewanie. Ona daje mu policzek, a potem się śmieją i godzą. Wspólnie wspominają swoje dzieci, wnuki i całe życie. Okazuje się, że właśnie obchodzą złote wesele. Bzowa Babuleńka przypomina im o tej rocznicy. Wnuki przychodzą z życzeniami i wszyscy się cieszą. Najmłodsze dziecko prosi o gorące kartofle na kolację.
Chory chłopiec stwierdza, że to nie bajka, ale staruszek i babuleńka mówią, że jednak tak. Bzowa babuleńka zabiera chłopca w podróż przez cztery pory roku. Dziki bez pachnie przez cały czas, a chłopiec budzi się szczęśliwy i zdrowy.

## Galeria

Ilustracje baśni Bzowa babuleńka
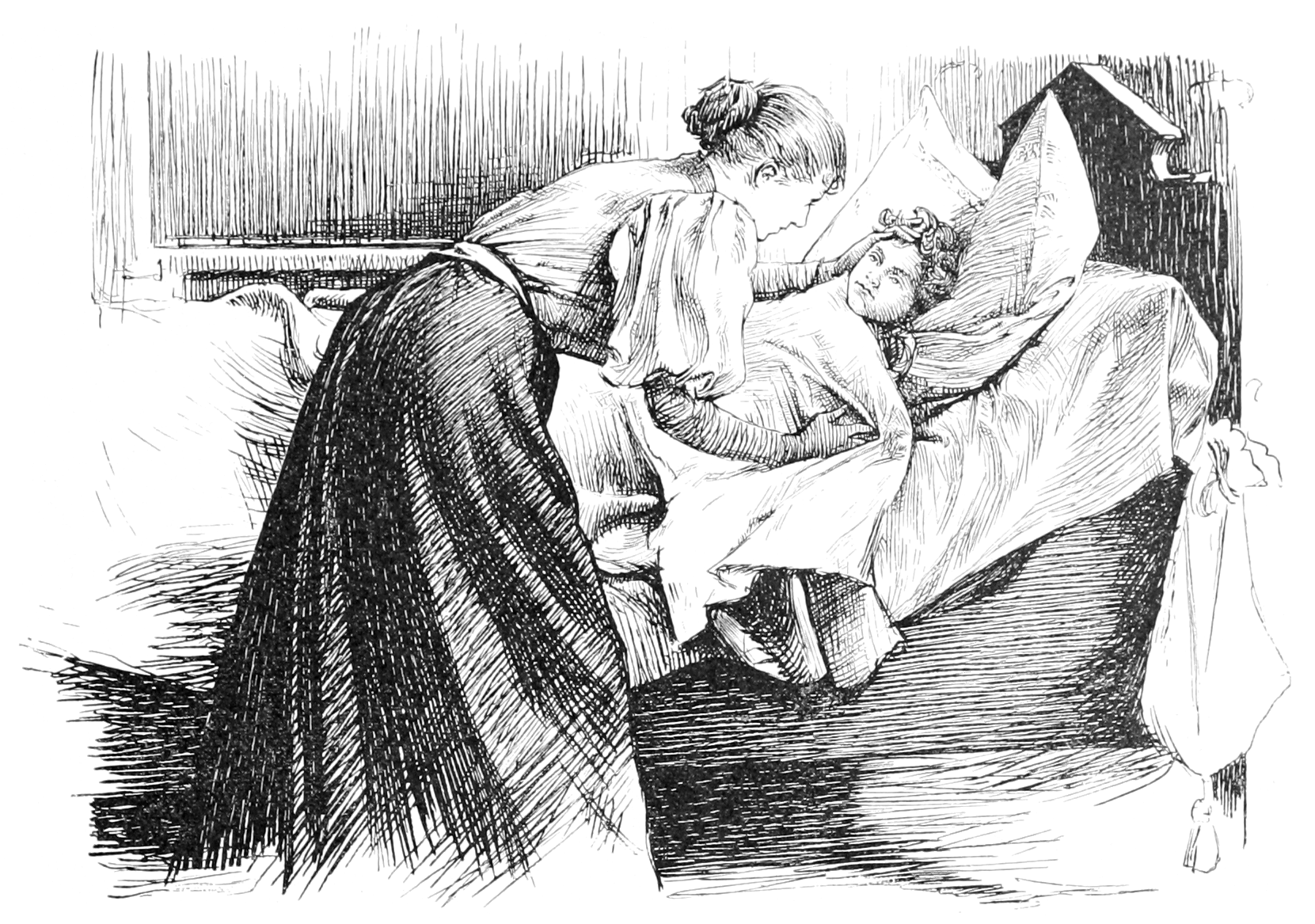
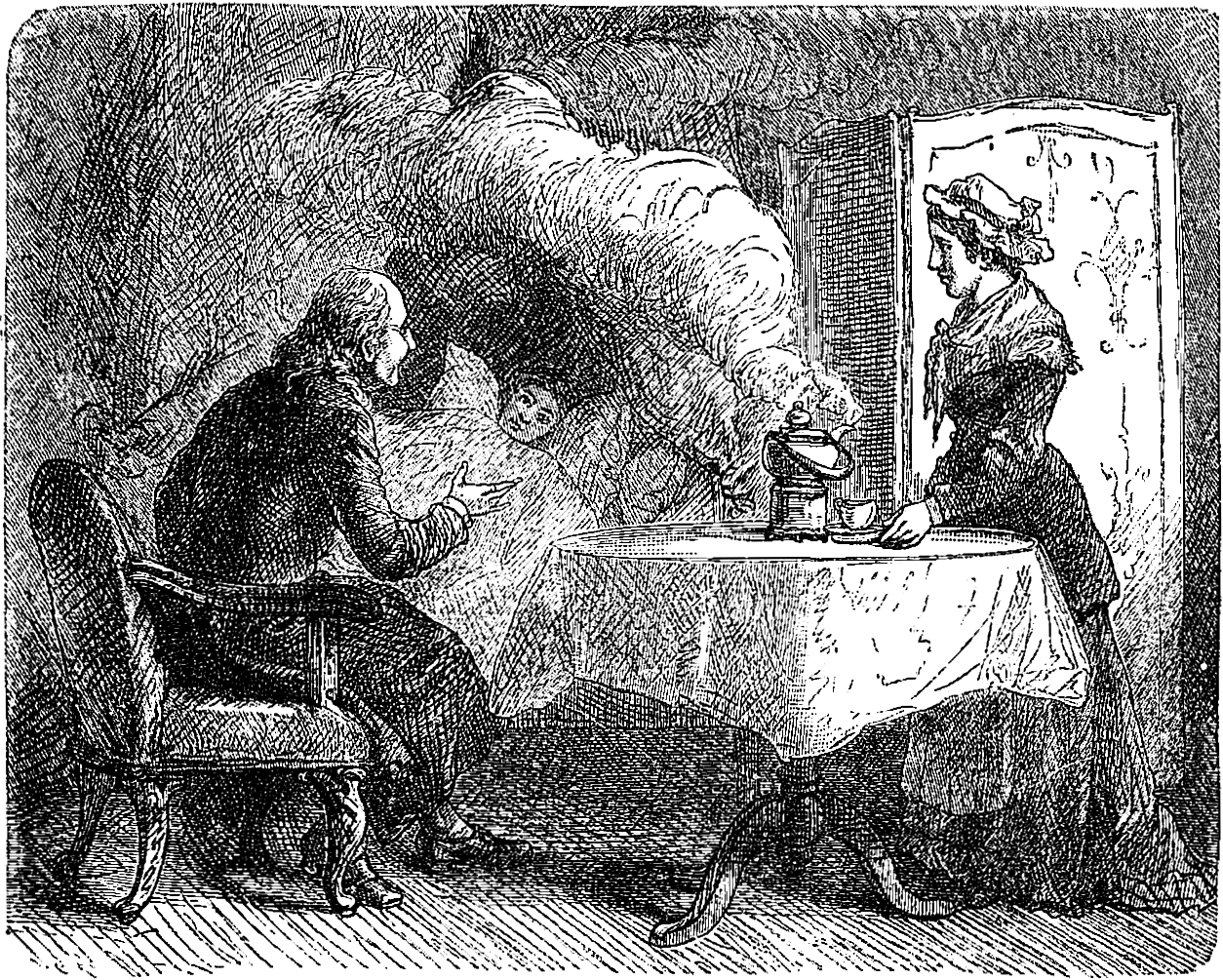
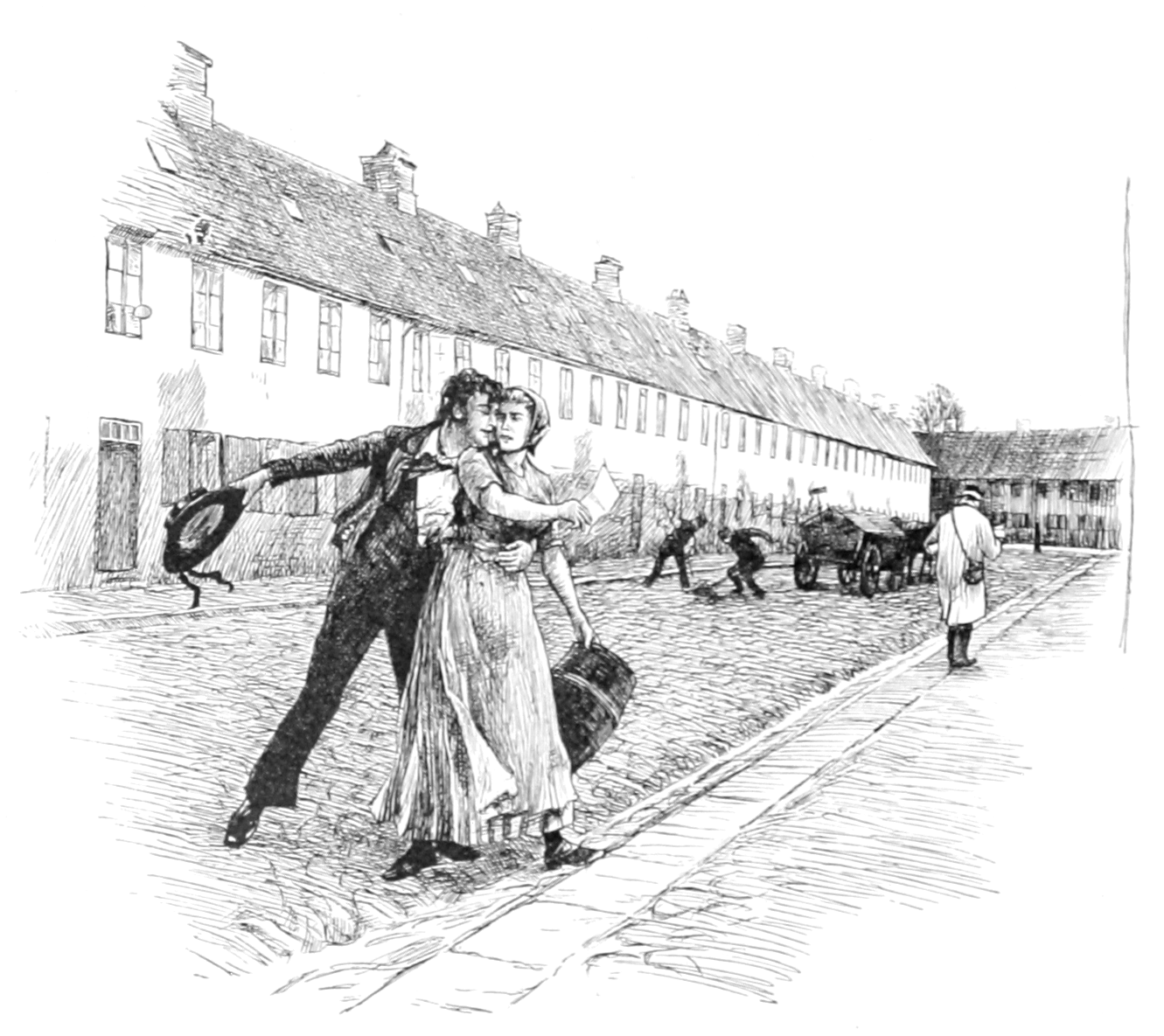
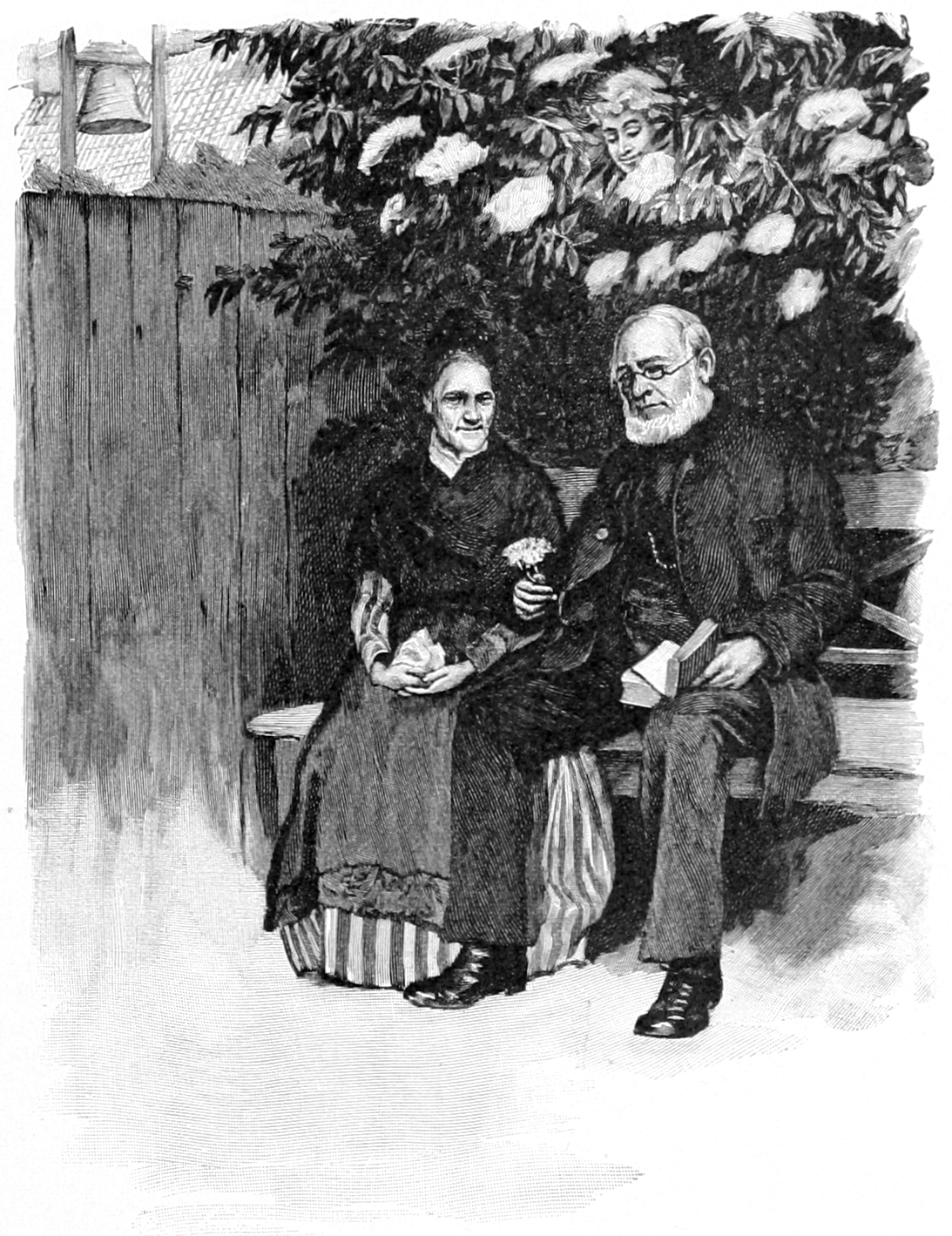